# Ruarts
Галерея Ruarts — художественная галерея современного искусства в Москве. Основанная в 2004 году коллекционером Марианной Сардаровой, галерея Ruarts представляет российских и зарубежных художников, работающих в разнообразных техниках современной художественной практики, включая живопись, графику, фото, видео, скульптуру и инсталляцию.

## О галерее
Пространство галереи, спроектированное по проекту архитекторов Антона Надточего и Веры Бутко (ам «Атриум»), находится в «музейном квартале» (1-й Зачатьевский переулок, 10) и имеет площадь более 800 м2.
За 15 лет в Галерее прошло более 100 персональных и групповых выставок, зачастую с участием приглашенных кураторов, таких как Мариза Весково, Алессандро Каррер, Светлана Тейлор, Андрей Мартынов, Анна Буйвид, Радмила Саркисян, Светлана Ерошина, Нина Гомиашвили, Сабина Чагина, Кирилл Преображенский, Катрин Борисов и других.
Ruarts активно сотрудничает с участниками движения российской «уличной волны».
Галерея Ruarts регулярно принимает участие в программах Московской международной биеннале современного искусства, Московской международной биеннале молодого искусства, Международной биеннале уличного искусства «Артмоссфера», Московской Фотобиеннале и Московского международного фестиваля «Мода и Стиль в Фотографии»; а также в российских и международных ярмарках современного искусства: Cosmoscow, ARCO Madrid, Urvanity, Vienna Fair, Pulse NY, Art Beijing.
Особое внимание Галерея Ruarts уделяет сотрудничеству с региональными галереями и музеями, реализуя совместные проекты.

## Художники галереи
Галерея представляет следующих авторов: 
- Ануфриев, Сергей
- Аске, Дмитрий
- Борисов, Сергей
- Буйвид, Вита
- Захаров, Александр
- Лука, Алексей
- Морик, Марат
- Найнти, Иван
- Розанов, Михаил
- Цветков, Дмитрий
- Араки, Нобуёси
- Ёсида, Кимико[7]
- Мурелли, Риккардо[8]
- Туник, Спенсер

Помимо этого в галерее Ruarts выставлялись работы таких важных российский художников, как:
- Агроскин, Семен
- Ануфриев, Сергей
- Алимпиев, Виктор
- Бартенев, Андрей
- Борисов, Сергей
- Бугаев, Сергей (Африка)
- Буйвид, Вита
- Виноградов, Александр
- Вишняков, Игорь
- Вулох, Игорь
- Дубосарский, Владимир
- Дыбский, Евгений
- Глынин, Владимир
- Захаров, Александр
- Кройтор, Ольга
- Кудрявцев, Василий
- Мамышев-Монро, Владислав
- Новиков, Тимур
- Юфит, Евгений
- Подмаркова, Татьяна
- Пушницкий, Виталий
- Савченков, Инал
- Шутов, Сергей

## Выставки зарубежных художников
Галерея Ruarts впервые привезла в Россию и представила в галерейном пространстве работы звезд мировой величины, в том числе: 
- Франко Б/Franko B (2007)
- Спенсер Туник/Spencer Tunick (2005, 2014),
- Эрвин Олаф/Erwin Olaf (2009),
- Джабах Кахадо/Ja’bagh Kaghado (2015),
- Риккардо Мурелли/Riccardo Murelli (2011, 2015),
- Штефан Шпихер/Stephan Spicher (2012),
- Нобуёси Араки/Nobuyoshi Araki (2018),
- Нобуко Ватабики/Nobuko Watabiki (2010),
- Эрве Ик/Herve Ic (2010)
- Кимико Ёсида/Kimiko Yoshida (2006, 2011, 2018)
- Венсан Перес/Vincent Perez (2011)

## Избранные выставки
За 15 лет существования галерея Ruarts организовала более 100 персональных и групповых выставок с участием зарубежных и российских кураторов. Среди них:
- 2004 Искусство – это иллюзия. (Проект Антонио Джеузы «Фабула российского видеоарта»)[9]
- 2005 Неоклассицизм. Часть I (Художники круга Тимура Новикова)[10]
- 2006 Трэш-Glamour (Пётр Аксёнов, Сергей Ануфриев, Андрей Бартенев, Анна Броше, Александр Виноградов, Владимир Дубосарский, Владимир Кожухарь, Владислав Мамышев-Монро, Наталья Счастливая, Лена Уланцева, Дмитрий Шорин)[11]
- 2008 Трансляция времени (Игорь Вулох и Евгений Дыбский)[12]
- 2011 Паттернизм (Сергей Ануфриев)[13]
- 2014 Студия 50А (Сергей Борисов)[14]
- 2015 И зазвенел цветогривый вихрь (Андрей Бартенев)[15]
- 2016 Identity (групповая выставка современных художников Республики Корея)[16]
- 2018 Araki. Чудовищный рай (Нобуеси Араки)[17]